# Parasphaerocera costaricensis
Parasphaerocera costaricensis är en tvåvingeart som beskrevs av Papp 1978. Parasphaerocera costaricensis ingår i släktet Parasphaerocera och familjen hoppflugor.
Artens utbredningsområde är Costa Rica. Inga underarter finns listade i Catalogue of Life.